# 怀仁东站
怀仁东站位于中华人民共和国山西省朔州市怀仁市海北头乡黎寨村，是韩原铁路、大西高速铁路（张大客运专线）的一座三等火车站，2014年7月1日正式开始运营，由中国铁路太原局集团朔州车务段管辖。

## 历史
- 怀仁东站建设过程于2008年3月开工，2013年底完工。
- 2014年3月19日，怀仁东站通车。2014年7月1日开始办理客运业务，初期仅开通普速旅客列车。站房占地面积3000平方米，候车室面积2000平米[1]。
- 2019年1月扩建站房面积达到2000平方米并于2019年5月1日开行经韩原铁路运行的动车组列车。
- 2024年11月，新建怀仁东站站房建设完毕，12月31日，新建站房正式投入运营[2]。2025年1月5日铁路一季度调图后，动车组列车全部经大西高速铁路运行，韩原铁路运行普速列车。

## 车站结构
怀仁东站站房面积7798平方米，室内装修风格引入“功德塔”、“蓝花碗”等形态，色彩提取“旺火”黄色，新改造后的车站大厅温暖明亮，充分体现“塞上瓷都，德乡怀仁”的方案主题。

## 图集
- 怀仁东站旧站房时期使用的站名牌，现安置于站前广场对侧草坪
- 怀仁东站综合服务中心兼售票处
- 怀仁东站检票口